# Понт-Авен
Понт-Авен (фр. Pont-Aven) — коммуна на северо-западе Франции, находится в регионе Бретань, департамент Финистер, округ Кемпер, кантон Моэлан-сюр-Мер. Расположена исторической области Корнуай в 33 км к юго-востоку от Кемпера и в 85 км к западу от Ванна, в 6 км от национальной автомагистрали N165, в месте впадения реки Авен в Атлантический океан.

## История и культура
Начиная с 1886 года в Понт-Авене образовалась и работала художественная группа во главе с Полем Гогеном и Эмилем Бернаром. Сложившаяся здесь школа Понт-Авена развивала импрессионизм далее в направлении синтетизма.
Среди главных достопримечательностей города следует назвать дольмен Низо и Музей изобразительного искусства.

## Города-партнёры
- Хофгайсмар

## Галерея

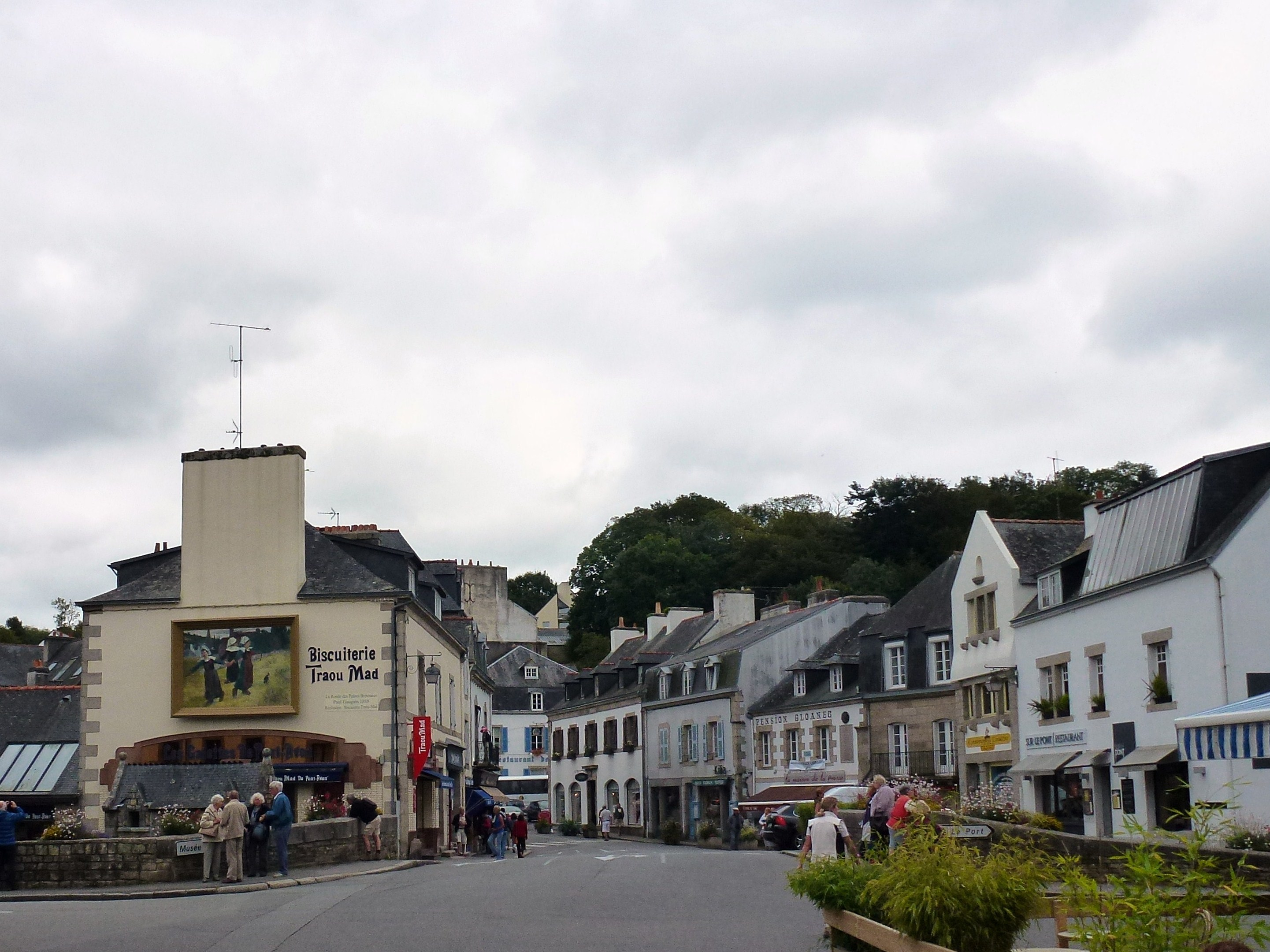
Центр коммуны
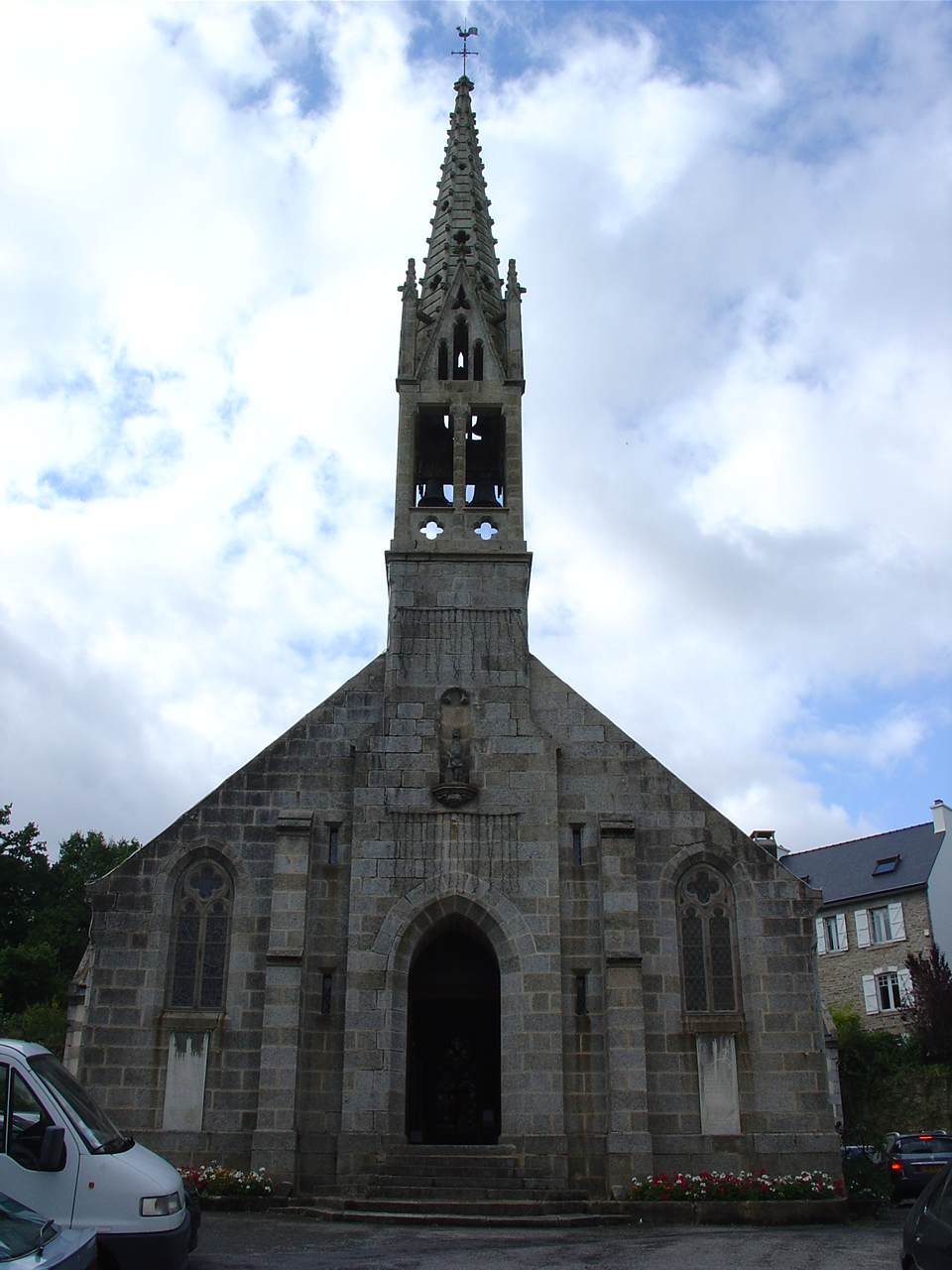
Церковь Святого Жозефа